# Leucauge tessellata
Leucauge tessellata este o specie de păianjeni din genul Leucauge, familia Tetragnathidae. A fost descrisă pentru prima dată de Thorell, 1887. Conform Catalogue of Life specia Leucauge tessellata nu are subspecii cunoscute.